# Claude Roëls
Pour les articles homonymes, voir Roels.
Claude Roëls [røls] (né le 4 juillet 1946) est professeur de philosophie et traducteur français, connu notamment pour ses traductions de textes de Martin Heidegger et de Goethe. 
Le dialogue entre la pensée et la poésie constitue l'orientation principale de son travail. Très intéressé par l'œuvre de Goethe, il a édité et traduit la Correspondance (1982), les Conversations de Goethe avec Eckermann (1988), une petite anthologie des textes de Gœthe sur l'Europe : Dans un jardin du monde (1992), une nouvelle édition de la Correspondance Gœthe-Schiller (1994). Il est aussi, avec le réalisateur Henning Burk, le coauteur du film Goethe auf dem Schlachtfeld (Goethe sur les champs de bataille), (Arte, 1999). Il est aujourd'hui Professeur de Philosophie à l'Institut des Sciences Religieuses Ghazâli. 
Dans sa traduction de Sein und Zeit (Être et temps, Gallimard, 1986) de Heidegger, François Vezin s'appuie sur les recherches de Roëls et d'Alphonse de Waehlens, également traducteur du philosophe allemand. 
La précision de ses traductions d'Heidegger s'appuie sur les conseils du philosophe, avec qui il échangeait régulièrement. 
Colleur émérite de philosophie au lycée Henri IV, il dispense des conseils avisés, particulièrement sur les recoins les plus obscurs de la pensée heideggerienne, auprès des élèves des classes préparatoires littéraires et économiques.

## Publications, traductions
- L'Épreuve de philosophie, Ellipses, 1977 ; rééd. 1980 ; 1988; 1998.
- Heinrich Heine, De l'Allemagne : Extraits, trad. Claude Roëls et Jean-Pierre Le Dantec, Les Presses d'aujourd'hui, 1979.
- Conversations de Goethe avec Eckermann, trad. Claude Roëls, Paris, Gallimard, 1988.
- Johann Wolfgang von Goethe, Dans un jardin du monde, trad. Claude Roëls, Paris, Calmann-Lévy, 1994.
- Walter Friedrich Otto, L'esprit de la religion grecque ancienne : Theophania  trad. Jean Lauxerois, et Claude Roëls, Berg International, 2006.
- Johann Wolfgang von Goethe, Friedrich Schiller, Correspondance (1794-1805), trad. Lucien Herr, nouvelle édition revue, augmentée et présentée par Claude Roëls, Paris, Gallimard, 1994.
- Katharina von Bülow, Le Manoir, trad. Sylvain Pilhion, préface de Claude Roëls, Le Cerf, 2006.
- Patrick Dewavrin, Bruno Sari, La vie enfouie. Peintures de malades d'Alzheimer, postface de Claude Roëls, Fleurus, 2011.
- Manuels à l'usage des gardiens de camps nazis, Berg International, trad. Sylvain Pilhion, postface de Claude Roëls, Berg International, 2013.